# Neocalais
Neocalais là một chi bọ cánh cứng trong họ 
Elateridae.
Chi này được miêu tả khoa học năm 1971 bởi Girard.

## Các loài
Các loài trong chi này gồm:
- Neocalais bimaculatus (Fleutiaux, 1940)
- Neocalais curtipennis (Schwarz, 1906)
- Neocalais macer (Candèze, 1878)